# Gospel Hill
Gospel Hill är en amerikansk långfilm från 2008 i regi av Giancarlo Esposito, med Adam Baldwin, Angela Bassett, Tom Bower och Julia Stiles i rollerna.

## Handling
Historien utspelar sig i den lilla staden Julia  i South Carolina. John Malcolm (Danny Glover) är son till den mördade människorättskämpen Paul Malcolm (Samuel L. Jackson). Jack Herrod (Tom Bower) är den före detta sheriffen som aldrig officiellt löste mordet. Deras vägar korsas när ett byggföretag vill riva Julias historiska svarta kvarter Gospel Hill för att bygga en golfbana.

## Rollista
| Adam Baldwin       | – Carl Herrod        |
| Angela Bassett     | – Sarah Malcolm      |
| Tom Bower          | – Jack Herrod        |
| Julia Stiles       | – Rosie              |
| Chris Ellis        | – L. Don Murray      |
| Giancarlo Esposito | – Dr. Palmer         |
| Danny Glover       | – John Malcolm       |
| Samuel L. Jackson  | – Paul Malcolm       |
| Taylor Kitsch      | – Joel Herrod        |
| RZA                | – Lonnie             |
| Nia Long           | – Mrs. Yvonne Palmer |